# 정보보호의 날
정보보호의 날은 대한민국 정부에서 정보보호의 중요성에 대한 국민들의 의식 제고 및 정보통신기술(ICT) 관련 종사자들의 자긍심 고취를 위해 2012년부터 매년 7월을 '정보보호의 달'로 지정하고 7월 둘째 수요일을 정보보호의 날로 기념하기 위하여 제정된 대한민국의 기념일이다. 2009년 7월 7일 7·7 DDoS 공격이 발생하였고 사이버공격에 대한 경각심을 일깨우고자 정해진 법정기념일이다.

## 제정 취지
대한민국 행정안전부ㆍ대한민국 방송통신위원회ㆍ대한민국 산업통상자원부ㆍ대한민국 국방부ㆍ대한민국 금융위원회ㆍ대한민국 외교부ㆍ대한민국 과학기술정보통신부ㆍ대한민국 국가정보원 등 8개 정부 부처가 공동으로 사이버 공격을 예방하고, 기업의 정보보호 인식 전환 및 실천과 더불어 국민들의 정보보호 생활화를 통해 안전한 인터넷 환경을 구축하는 것을 목적으로 한다.

## 기념행사
- 국제 정보보호 콘퍼런스

## 문화행사
- 정보보호 R&D 및 보안제품 전시회
- 정보보호 인력채용 박람회
- 해킹방어대회
- 대학생 정보보호 토론대회
- 사이버공격 시나리오 공모전
- 청소년 IT 보안 캠프 등의 연계행사

## 기업 대상 행사
- 정보보호 교육ㆍ홍보를 강화하기 위한 CEO 간담회
- 권역별 순회교육
- 개인정보보호 컨설팅
- 국방ㆍ금융ㆍ외교ㆍ지식경제ㆍ교육과학 분야별로 자체적인 정보보호 행사

## 같이 보기
- 대한민국의 기념일